# Streblocera ussurica
Streblocera ussurica är en stekelart som beskrevs av Sergey A. Belokobylskij 1987. Streblocera ussurica ingår i släktet Streblocera och familjen bracksteklar. Inga underarter finns listade i Catalogue of Life.